# Kaltisjaure
Kaltisjaure är en sjö i Jokkmokks kommun i Lappland och ingår i Luleälvens huvudavrinningsområde. Sjön har en area på 1,01 kvadratkilometer och ligger 343,9 meter över havet. Kaltisjaure ligger i Kaltisbäcken Natura 2000-område. Sjön avvattnas av vattendraget Kaltisbäcken.

## Delavrinningsområde
Kaltisjaure ingår i det delavrinningsområde (740734-170594) som SMHI kallar för Utloppet av Kaltisjaure. Medelhöjden är 349 meter över havet och ytan är 3,61 kvadratkilometer. Räknas de 7 avrinningsområdena uppströms in blir den ackumulerade arean 75,03 kvadratkilometer. Kaltisbäcken som avvattnar avrinningsområdet har biflödesordning 2, vilket innebär att vattnet flödar genom totalt 2 vattendrag innan det når havet efter 168 kilometer. Avrinningsområdet består mestadels av skog (50 procent) och sankmarker (20 procent). Avrinningsområdet har 1,01 kvadratkilometer vattenytor vilket ger det en sjöprocent på 28 procent.